# Polypodium davidi
Polypodium davidi là một loài dương xỉ trong họ Polypodiaceae. Loài này được Franch. mô tả khoa học đầu tiên năm 1887.
Danh pháp khoa học của loài này chưa được làm sáng tỏ. 